# فورليمبوبولي
فورليمبوبولي (بالإيطالية: Forlimpopoli)‏ هي بلدية في مقاطعة فورلي تشيزينا في إقليم إميليا رومانيا الإيطالي.

## السكان
في سنة 1861 بلغ عدد السكان 5٬039 نسمة، وتطور العدد ليصل في سنة 2011 لـ 12٬982 نسمة.
يظهر هذا المخطط البياني تطور النمو السكاني لـ فورليمبوبولي

## توأمة
لفورليمبوبولي اتفاقيات توأمة مع:
- فيلينيوف لوبيت

## أعلام
- أنجيلو غريغوريو
- أندريا دوفيزيوسو
- دانيال هاكيت
- جيانلوكا زانتي
- جويا باربييري